# كأس كوسوفو 2013–14
كأس كوسوفو 2013–14 هو موسم من كأس كوسوفو. فاز فيه FC Feronikeli 74 ‏.